# Lucky (Nada Surf)
Lucky è il quinto album in studio del gruppo rock statunitense Nada Surf, pubblicato nel 2008.

## Tracce
1. See These Bones
2. Whose Authority
3. Beautiful Beat
4. Here Goes Something
5. Weightless
6. Are You Lightning?
7. I Like What You Say
8. From Now On
9. Ice on the Wing
10. The Fox
11. The Film Did Not Go 'Round